# IC 970
IC 970 је спирална галаксија у сазвјежђу Волар која се налази на листи објеката дубоког неба у Индекс каталогу.
Деклинација објекта је + 14° 33' 9" а ректасцензија 14h 2m 34,1s. Привидна величина (магнитуда) објекта IC 970 износи 13,9 а фотографска магнитуда 14,8. IC 970 је још познат и под ознакама UGC 8949, MCG 3-36-28, CGCG 103-49, KUG 1400+147, KCPG 408A, PGC 50010.